# 弗拉歐爾特斯

弗拉歐爾特斯的壁畫

弗拉欧尔特斯（羅馬化：Fravartiš，羅馬化：Phraórtēs，死于约公元前653年），是米底王国的第二位国王，迪奥塞斯之子。
如同他的父亲迪奥塞斯相似，弗拉欧尔特斯也发动了对亚述的战争，但他被新亚述帝国（公元前668年–约公元前627年）的国王亚述巴尼拔击败并杀死。
关于弗拉歐爾特斯的所有信息都来自希罗多德。根据希羅多德的紀載（1.102），弗拉欧尔特斯是迪奥塞斯的儿子，他将所有的米底部落统一为一个国家。他在仍处于亚述王阿萨尔哈东和亚述巴尼拔的附庸地位时，征服了波斯和安息， 并开始进攻其他古代伊朗国家。历经二十二年（约公元前675年–约公元前653年）的统治后，他在与亚述的战争中失败，而亚述人则强化了他们对米底，波斯和安息的控制。然而，一些学者认为弗拉欧尔特斯统治了53年（约公元前678年–约公元前625年 ）。尽管部分学者持怀疑态度，但弗拉欧尔特斯通常被认为是米底酋长Kashtariti。他死后由儿子基亚克萨雷斯继位。